# Tsjecho-Slowakije op de Olympische Zomerspelen 1952
Tsjecho-Slowakije nam deel aan de Olympische Zomerspelen 1952 in Helsinki, Finland. Met zeven gouden en drie zilveren medailles waren dit, wat betreft het aantal medailles, de meest succesvolle Spelen aller tijden voor Tsjecho-Slowakije.

## Medailles

### 1Goud
- Emil Zátopek — Atletiek, mannen 5.000 meter
- Emil Zátopek — Atletiek, mannen 10.000 meter
- Emil Zátopek — Atletiek, mannen marathon
- Dana Zátopková — Atletiek, vrouwen speerwerpen
- Ján Zachara — Boksen, mannen vedergewicht
- Josef Holeček — Kanoën, mannen c1 1.000m Canadees enkel
- Jiří Havlis, Jan Jindra, Miroslav Koranda, Stanislav Lusk en Karel Mejta — Roeien, mannen vier-met-stuurman

### 2Zilver
- Josef Dolezal — Atletiek, mannen 50 km snelwandelen
- Jan Brzák-Felix en Bohumil Kudrna — Kanoën, mannen c2 1.000m Canadees paar
- Jozef Ruzicka — worstelen, mannen Grieks-Romeins zwaargewicht

### 3Brons
- Alfréd Jindra — Kanoën, mannen c1 10.000m Canadees enkel
- Hana Bobková, Eva Bosáková-Vechtová, Alena Tsjaadimová, Matylda Matousková-Sínová, Jana Rabasová, Alena Reichová, Bozena Srncová en Vera Vancurová — Turnen, vrouwen team meerkamp

## Resultaten en deelnemers per onderdeel

### Basketbal

#### Mannentoernooi
- Hoofdronde (Groep A)
  - Verloor van Uruguay (51-53)
  - Verloor van Verenigde Staten (47-72)
  - Versloeg Hongarije (63-39) → ging niet verder, 12e plaats
- Spelers
  - Miroslav Baumruk
  - Zdenek Bobrovský
  - Josef Ezr
  - Jiri Matoušek
  - Miroslav Škerik
  - Mcheq Kodl
  - Jan Kozák
  - Evzen Hornák
  - Zdenek Rylich
  - Lubomir Kolár
  - Ivan Mrázek
  - Jaroslav Šip

### Wielersport

#### Wegwedstrijden
Mannen individuele wegwedstrijd (190.4 km)
- Jan Veselý — niet gefinisht (→ niet geklasseerd)
- Karel Nesl — niet gefinisht (→ niet geklasseerd)
- Milan Perič — niet gefinisht (→ niet geklasseerd)
- Stanislav Svoboda — niet gefinisht (→ niet geklasseerd)

#### Baanwedstrijden
Mannen 1.000m tijdrit
- Ladislav Fouček
  - Finale — 1:15.2 (→ 12e plaats)

Mannen 1.000m sprint scratch race
- Zdenek Košta — 18e plaats

Argentinië · Australië · Bahama's · België · Bermuda · Birma · Brazilië · Brits-Guiana · Bulgarije · Canada · Ceylon · Chili · China · Cuba · Denemarken · Duitsland · Egypte · Filipijnen · Finland · Frankrijk · Goudkust · Griekenland · Groot-Brittannië · Guatemala · Hongarije · Hongkong · Ierland · IJsland · India · Indonesië · Iran · Israël · Italië · Jamaica · Japan · Joegoslavië · Libanon · Liechtenstein · Luxemburg · Mexico · Monaco · Nederland · Nederlandse Antillen · Nieuw-Zeeland · Nigeria · Noorwegen · Oostenrijk · Pakistan · Panama · Polen · Portugal · Puerto Rico · Roemenië · Saarland · Singapore ·  Sovjet-Unie · Spanje · Thailand · Trinidad en Tobago · Tsjecho-Slowakije · Turkije · Uruguay · Venezuela · Verenigde Staten · Vietnam · Zuid-Afrika · Zuid-Korea · Zweden · Zwitserland